# Gyllene Rosens synagoga
Gyllene Rosens synagoga, även kallad Nachmanowicz-synagogan, i Lviv invigdes 1582 och är därmed Ukrainas äldsta synagoga. I dag ligger den i ruiner efter att den förstördes av tyskarna 1941. Av den stora synagogan återstår bara grunden och ett tomt valv bakom ett plåtplank. En liten plakett på ukrainska och engelska upplyser om att synagogan förstördes av tyska soldater. Förslag att återuppbygga synagogan och skapa ett judiskt museum och kulturcentrum på platsen har inte förverkligats.